# Dia Internacional da Solidariedade ao Jornalista
O Dia Internacional da Solidariedade ao Jornalista é uma data comemorativa internacional comemorada no dia 8 de setembro, em homenagem a morte de Julius Fučík.

## Criação

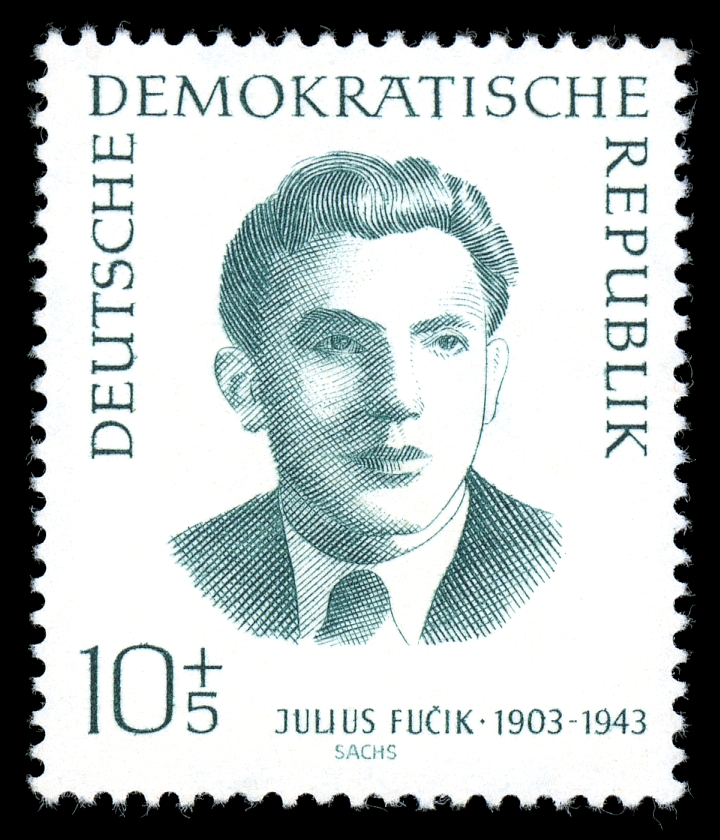
Selo alemão de Julius Fučík

A data comemorativa foi criada em 1958, em Budapeste, durante o IV Congresso da Organização Internacional dos Jornalistas, a mais antiga associação do gênero, em homenagem ao jornalista checo Julius Fučík. Nesse dia, os jornalistas de todo o mundo mostram sua solidariedade sob os ideais da paz, justiça e humanismo. O prêmio Pulitzer é entregue na data.
Julius Fučík foi um jornalista que trabalhava para o Partido Comunista da Checoslováquia. O país foi tomado pela Wehrmacht e foi convertido no Protetorado da Boêmia e Morávia, mas Julius continuou trabalhando com a resistência até ser preso pela Gestapo em Praga, em abril de 1942. Então, escreveu o livro Reportagem sob a Forca, que foi contrabandeado para fora da prisão e se tornou um dos registros mais importantes sobre a resistência europeia ao Nazismo. Em 1943, foi levado à Alemanha, onde foi enforcado na madrugada de 8 de setembro.